# Аль-Хайзуран бинт Ата
аль-Хайзуран бинт Ата аль-Джурашийя (араб. الخيزران بنت عطاء‎; умерла в ноябре 789) — жена халифа аль-Махди из династии Аббасидов, мать халифов аль-Хади и Харуна ар-Рашида.

## Биография
Происходила из Йемена. Была похищена из своей семьи бедуинами, которые продали её на невольничьем рынке близ Мекки будущему халифу аль-Махди, совершавшему в это время хадж. Она стала наложницей аль-Махди, но вскоре приобрела на него большое влияние. Когда аль-Махди стал халифом, он освободил Хайзуран, сделал её своей женой, а своими наследниками — сыновей от Хайзуран.
Вначале наследником считался старший сын аль-Хади. Но, видимо, он пытался выйти из под влияния матери и Хайзуран уговорила мужа назначить наследником младшего сына Харуна ар-Рашида. Во время поездки к аль-Хади, чтобы убедить его отречься в пользу младшего брата, в августе 785 аль-Махди погиб. Пока аль-Хади не прибыл в Багдад Хайзуран стала фактической правительницей. Её главными союзниками были: влиятельный род Бармакидов во главе с Яхьей ибн Халидом и управляющий делами халифа Ар-Раби ибн Юнус. С их помощью Хайзуран сумела успокоить волнения в армии.
После занятия престола аль-Хади, его отношения с матерью становились всё более напряжёнными. Хайзуран поддерживала младшего сына Харуна ар-Рашида, создав при дворе группировку оппозиционную халифу. В сентябре 786 аль-Хади внезапно умер. В организации его смерти многие обвиняли Хайзуран.
С восшествием на престол Харуна ар-Рашида Хайзуран стала почти полновластной правительницей. Главными её помощниками оставались Бармакиды. Она была сказочно богата и прославилась большой общественной и благотворительной деятельностью. По её инициативе организована мечеть в доме Пророка в Мекке, сооружены каналы и другие постройки в Багдаде и окрестностях. По мнению некоторых исследователей, Хайзуран послужила прототипом для Шахерезады из «Тысячи и одной ночи».